# Costantino Idini
Costantino Idini (Porto Torres, 27 marzo 1955) è un ex calciatore italiano, di ruolo difensore.

## Carriera
Ha disputato due incontri in Serie A con il Cagliari nella stagione 1975-1976. Ha totalizzato inoltre 26 presenze in Serie B, ripartite tra la succitata maglia cagliaritana e quella della SPAL.

## Palmarès

### Club
- Campionato italiano Serie C: 1

SPAL: 1977-1978 (girone B)
- Coppa Italia Semiprofessionisti: 1

Padova: 1979-1980
- Campionato italiano Serie C2: 1

Padova: 1980-1981 (girone B)